# Многоцветный овсянковый кардинал
Многоцветный овся́нковый кардина́л (лат. Passerina versicolor) — вид певчих птиц из семейства кардиналовых. Выделяют четыре подвида. Распространены в Северной Америке.

## Описание
Многоцветный овсянковый кардинал достигает длины 11—14 см и массы 11—13 г; размах крыльев составляет около 21 см. Выражен половой диморфизм. У взрослых самцов лицо фиолетово-синее, затылок тёмно-красный, уздечка и подбородок чёрные, окологлазное кольцо красное. Тело насыщенного фиолетового цвета, надхвостье синее. Перья крыльев и хвоста чёрного цвета с голубоватой окантовкой. Клюв с несколько изогнутым надклювьем, серого цвета. Взрослые самки довольно невзрачны; тёплого, коричневатого цвета с очень небольшим количеством отметин. 

## Места обитания и биология
Многоцветный овсянковый кардинал обитает в кустарниковых степях, засушливых и полузасушливых терновых лесах, низкорослых редколесьях и на заросших полянах. Кормится преимущественно на земле. В состав рациона входят насекомые, семена и фрукты. Чашеобразное гнездо сооружается из травы, стеблей и растительных волокон и размещается на невысоких деревьях, в кустарниках или на виноградных лозах. В кладке 3—5 бледно-голубых или голубовато-зелёных яиц. Инкубационный период продолжается 11—13 дней. Птенцы оперяются через 10 дней, и покидают гнездо через несколько дней после оперения.

## Подвиды и распространение
Выделяют четыре подвида:
- Passerina versicolor versicolor 	(Bonaparte, 1838) — от южно-центральной части США до юго-запада Мексики
- Passerina versicolor dickeyae Van Rossem, 1934 —– юго-запад США и северо-запад Мексики
- Passerina versicolor pulchra Ridgway, 1887 — юг Нижней Калифорнии
- Passerina versicolor purpurascens Griscom, 1930 — юг Мексики и Гватемала